# Station New Mills Central
New Mills Central is een spoorwegstation van National Rail in New Mills, High Peak in Engeland. Het station is eigendom van Network Rail en wordt beheerd door Northern Rail. 